# Joaldun
 (août 2025).

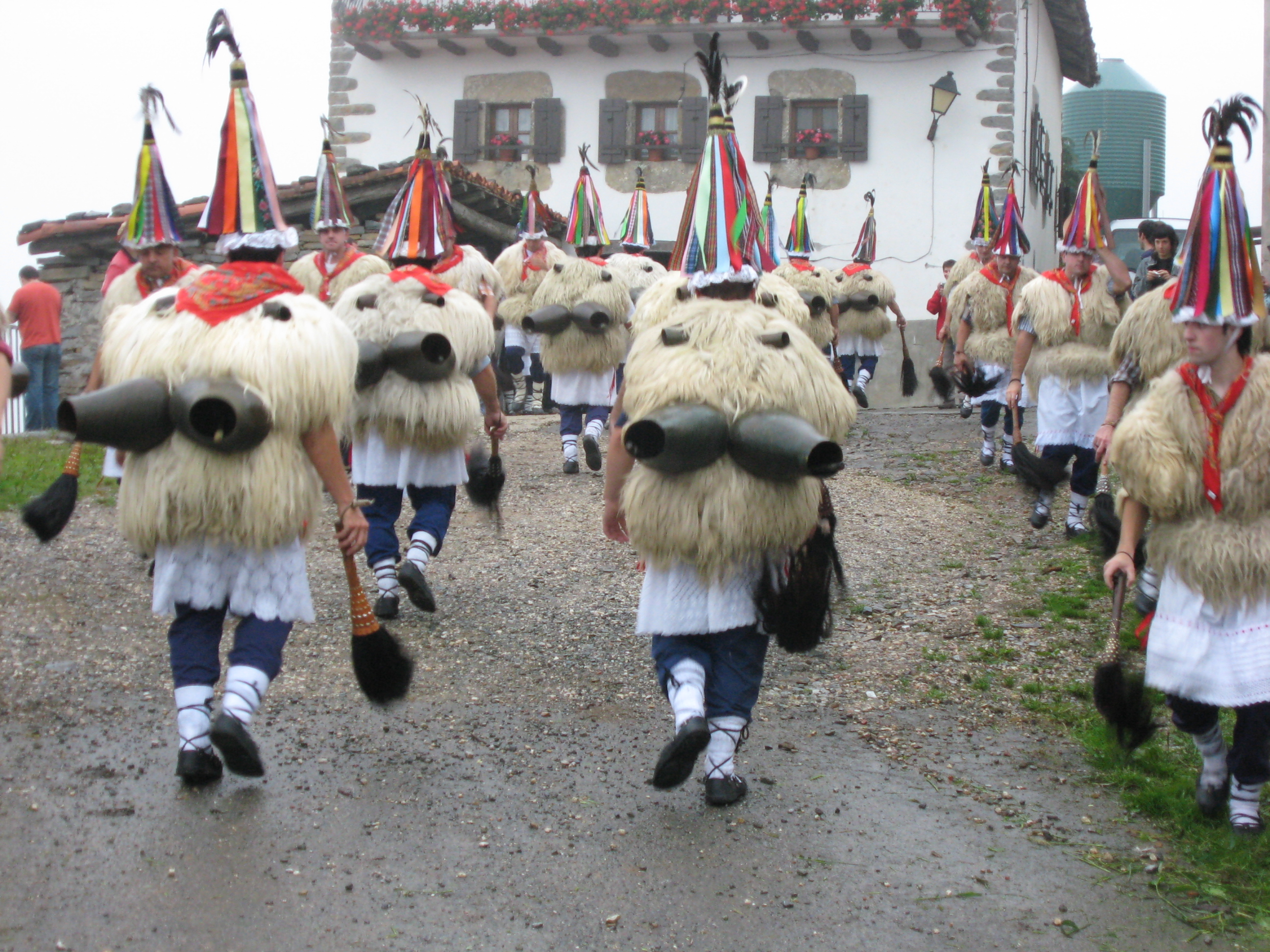
Joaldunak à Ituren.

Le Joaldun (littéralement « celui qui porte des sonnailles ») est un personnage traditionnel de la culture basque originaire des villages navarrais d'Ituren et de Zubieta qui annonce l'arrivée du carnaval en agitant ses sonnailles (joaldunak au pluriel en basque) durant la dernière semaine de janvier. En espagnol, on les appelle aussi zanpantzar, mais il est un autre personnage dans le carnaval,. Actuellement il existe des groupes de joaldunak tant en Navarre que dans la communauté autonome du Pays basque.
Il s'agit d'une tradition rurale dont l'origine n'est pas connue, mais dont le sens est de forcer le réveil de la nature, après l'hiver sur la base d'une action de faire du bruit. D'abord ceux d'Ituren effectuent la danse dans le quartier de Latsaga, pour aller à Zubieta et ensuite en sens inverse.

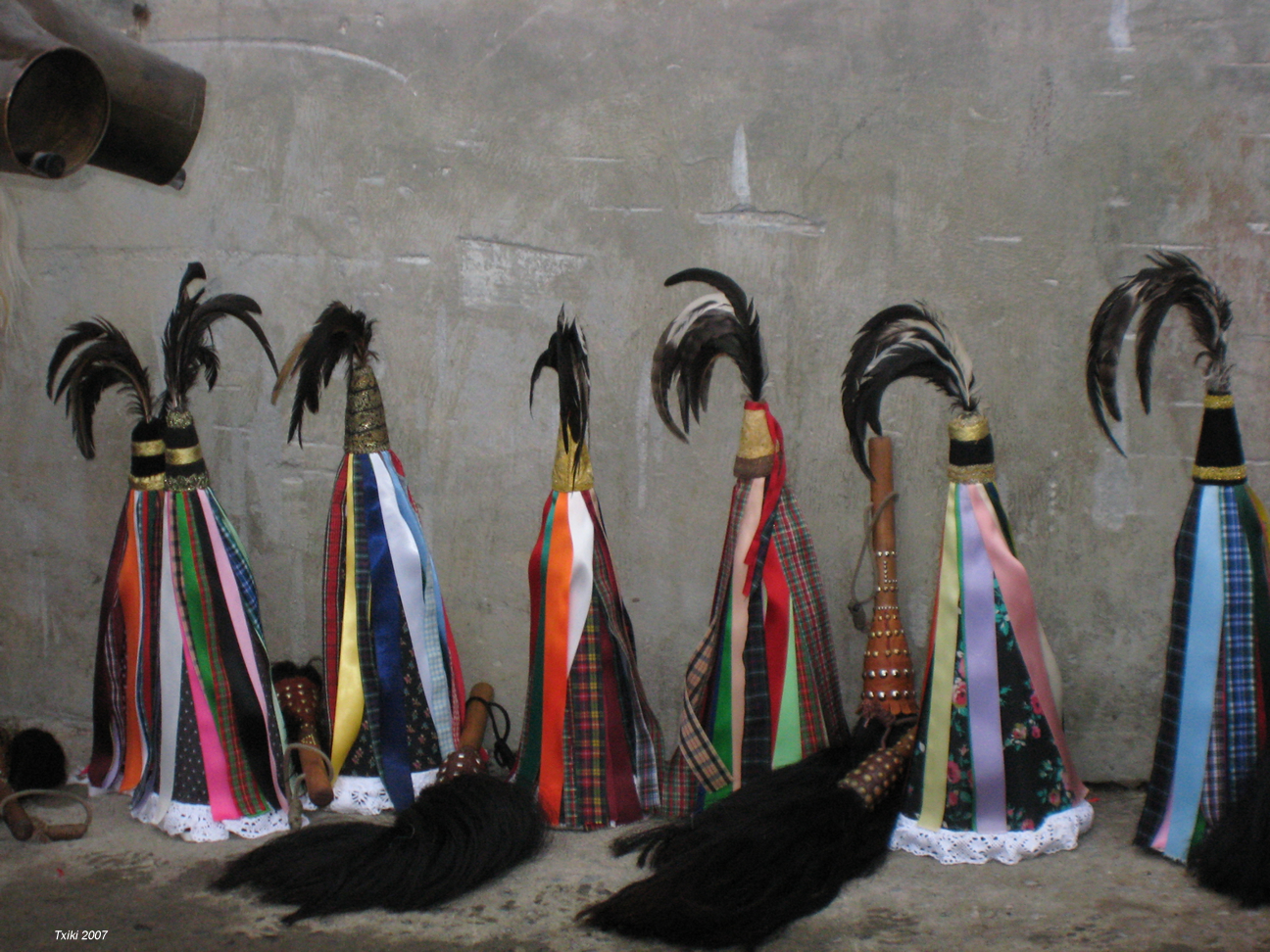
Coiffes des joaldunak.

## Costumes

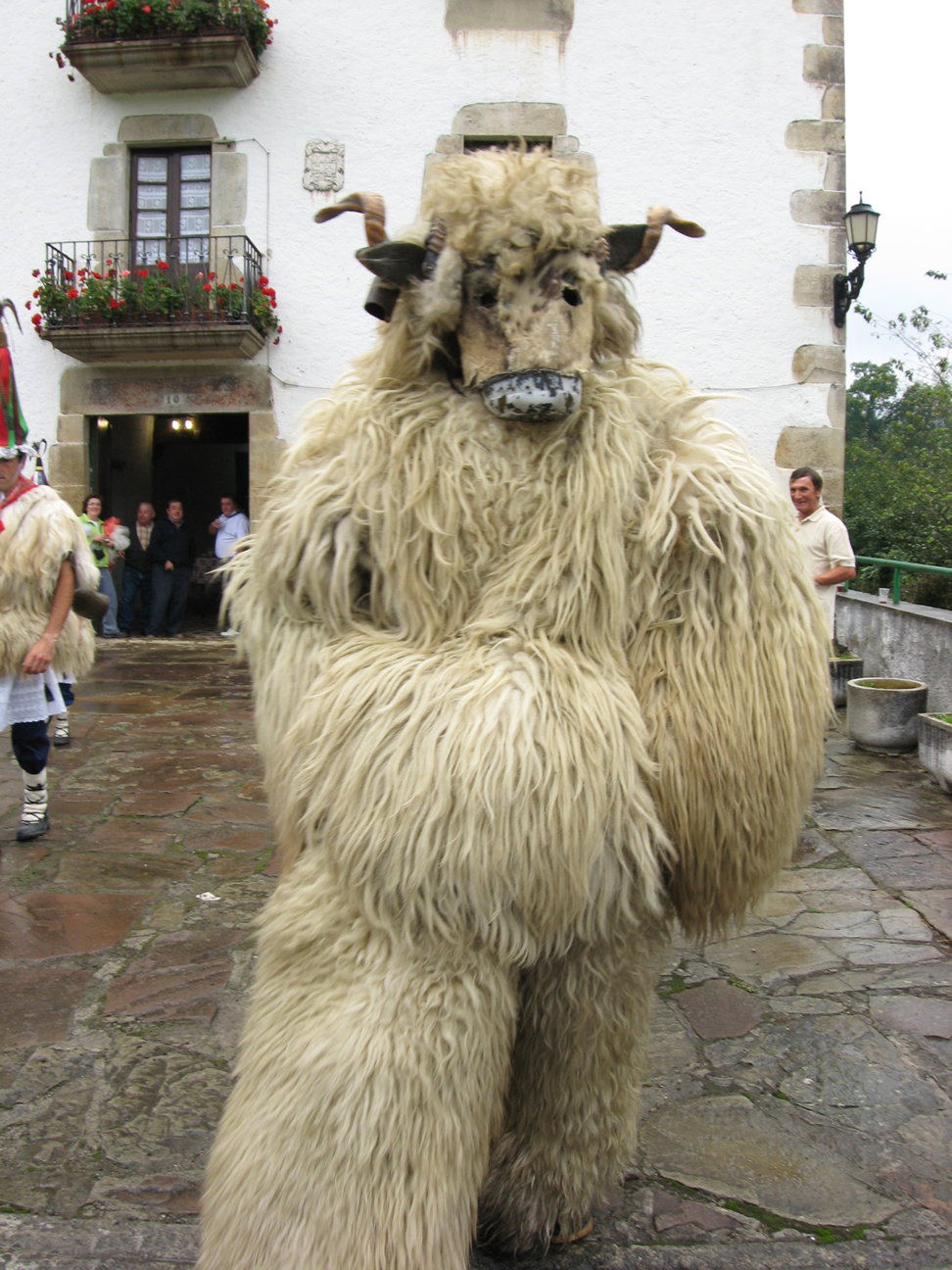
Hartza (l'ours).

Les membres du groupe de joaldunak sont vêtus de peau de brebis sur les épaules et la ceinture, des mouchoirs de couleurs (généralement de carreaux bleus) autour du cou, des bonnets coniques avec des rubans multicolores, crin de cheval (izopua) deux grosses sonnailles fortement attachées sur les reins. Ces sonnailles doivent sonner à l'unisson, tous les membres du groupe doivent marcher au pas.
La différence entre les Joaldunak d'un village à l'autre est que le costume des joaldunak (prononcer ioaldounak) d'Ituren n'inclut pas les deux petites sonnailles sur le haut du dos, la chemise qui est blanche et le mouchoir autour du cou de petits carreaux bleus.

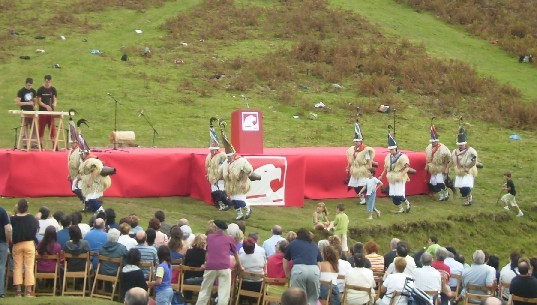
Joueur de txalaparta et groupe de joaldunak dansant durant les célébrations du Gudari Eguna (jour du Soldat basque).

De nos jours, l'activité des joaldunak a été étendue à d'autres célébrations du folklore traditionnel basque comme la cavalcade d'Olentzero pendant les fêtes de Noël dans différents villages du Pays basque. Ces personnages sont parfois utilisés récemment comme première partie encourageant des meetings et des manifestations abertzales.

## Zanpantzar

### Étymologie
Zanpantzar peut se rapprocher de la basquisation du personnage médiéval français saint Pansard, c'est-à-dire le saint de la panse ou San Panzudo en espagnol. C'est un personnage grotesque qui reçoit à Licq (Soule) le nom de Janpantzar. Il est représenté en général sous les traits d'un pantin que les jeunes promènent sur la place du village le mercredi des Cendres. C'est là qu'il sera brûlé.
Toutefois la dénomination zanpantzar n'est pas générale et n'a par exemple aucun enracinement dans les villages d'Ituren et de Zubieta où on les appellent généralement les joaldunak.
La pratique de la tradition carnavalesque de Zan Pantzar en Pays basque a été inscrite à l'Inventaire du patrimoine culturel immatériel français depuis 2020.

### Festival
À Sare (Labourd), Sanpantzar est un mannequin de paille fabriqué par les jeunes le soir du mercredi des cendres. Ils le promènent dans une charrette à travers les quartiers du village, comme s'il s'agissait d'un convoi funèbre où le mort serait Sanpantzar. Quelques jeunes figurent le deuil et les autres vont de chaque côté de la route tenant des chandelles de résine allumées. Arrivés à la place du village, ils brûlent le pantin.
Dans certains villages, Zanpantzar représente un personnage de mauvaise conduite que les jeunes jugent et finissent par condamner pour ses vices et pour son langage blasphématoire.